# Lasteika
Lasteika  este un oraș în Grecia în Prefectura Elida.